# Rosita Contreras
Pour les articles homonymes, voir Contreras.
Rosa Palumbo, connue sous son nom de scène Rosita Contreras, née le 15 mars 1913 et morte en 1962, est une actrice, chanteuse et meneuse de revue argentine. Elle fait sa carrière au théâtre et joue dans cinq films. En 1944, elle fonde la Société de la Comédie de Rosita Contreras et fait ses débuts de comédienne comique dans Una divorciada peligrosa, dirigé par Enrique Guastavino, puis dans La novia perdida. On la voit également dans Retazo et Al marido hay que seguirlo. En 1950, elle devient membre du comité exécutif de l' Ateneo Cultural Eva Perón .

## Filmographie
- La canción que tú cantabas (es) (1939)
- Noches de Carnaval (es) (1938)
- Melodías porteñas (es) (1937), Juanita
- Viento Norte (es) (1937)
- Cadetes de San Martín (es) (1937)

## Sources
- (es) Raúl Manrupe et María Alejandra Portela, Un diccionario de films argentinos (1930-1995), Buenos Aires, Editorial Corregidor, 2001 (ISBN 950-05-0896-6)
- (es) Raúl Manrupe et María Alejandra Portela, Un diccionario de films argentinos (1930-1995), Buenos Aires, Editorial Corregidor, 2001 (ISBN 950-05-0896-6)

- (en) Cet article est partiellement ou en totalité issu de l’article de Wikipédia en anglais intitulé « Rosita Contreras » (voir la liste des auteurs).